# Зябровка (станция)
Зябровка (бел. Зябраўка) — промежуточная железнодорожная станция 5-го класса Гомельского отделения Белорусской железной дороги на линии Бахмач — Новобелицкая, расположенная в посёлке Воевода. Название станции из-за деревни Зябровка, расположенной северо-западнее.

## История
Станция была открыта в 1874 году на действующей ж/д линии Бахмач — Новобелицкая Белорусской железной дороги. На станции осуществляются (Б) продажа билетов на поезда местного и дальнего следования без багажных операций. На топографической карте n-36-135 по состоянию местности на 1986 год обозначена.

## Общие сведения
Станция представлена боковой и островной платформами. Имеет 4 пути. Есть здание вокзала.

## Пассажирское сообщение
Ежедневно станция принимает бывшие пригородные поезда — поезда региональных линий эконом-класса и городских линий сообщения Гомель—Тереховка, Гомель—Круговец, Гомель—Куток.